# エリアス・グランディ
エリアス・グランディ（Elias Grandy、1980年 - ）はドイツの指揮者、チェロ奏者。

## 人物・来歴
1980年ドイツのミュンヘン生まれ。ドイツ人の父親、日本人の母親という家庭で育ち、
バーゼル、ミュンヘンでチェロ、室内楽、音楽理論を、ベルリンのハンス・アイスラー音楽大学でハンス=ディーター・バウムに指揮法を学び、バイエルン放送交響楽団やベルリン・コーミッシェ・オーパーなどのオーケストラでチェロ奏者として活躍。2012年にダルムシュタット州立劇場の常任指揮者として指揮者としてのキャリアをスタートし、2015年には権威あるサー・ゲオルク・ショルティ国際指揮者コンクールで最高位（1位なし第2位）を獲得した。
2015年から2023年までハイデルベルク歌劇場とハイデルベルク・フィルハーモニー管弦楽団の音楽総監督を務めた。
hr交響楽団、ウィーン交響楽団、モンテカルロ・フィルハーモニー管弦楽団、トゥールーズ・キャピトル国立管弦楽団、プラハ放送交響楽団、ミネソタ管弦楽団など、著名なオーケストラにデビュー。

また、オペラ指揮者としても、フランクフルト歌劇場、ドレスデン国立歌劇場、東京オペラ二期会などで活躍している。
札幌で毎夏開催されている国際教育音楽祭 PMF＝パシフィック・ミュージック・フェスティバル で、2004年にアカデミー生としてチェロを学び、2012年にはコンダクティング・アカデミー生としてファビオ・ルイージに指揮の指導を受け、2024年に客演指揮者として来日しPMFに参加した。

2025年4月から札幌交響楽団首席指揮者を務める。